# Nauplius (larve)
Pour les articles homonymes, voir Nauplius.

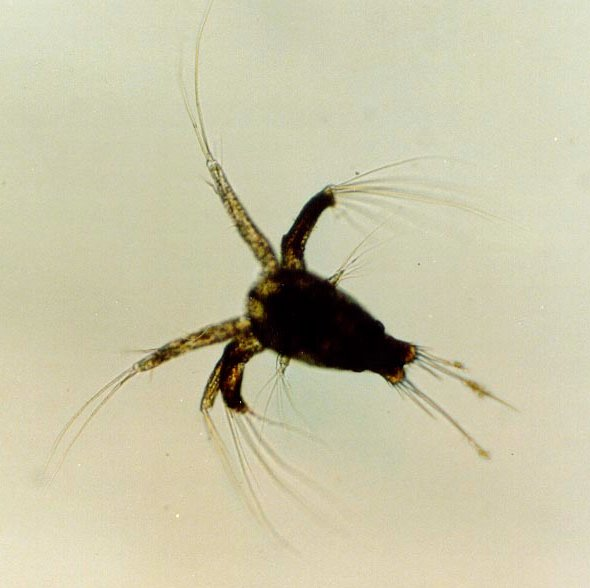
Nauplius de crevette

La larve nauplius est la larve la plus simple libérée lors de l’éclosion des œufs chez les crustacés. Cette forme larvaire s’observe dans toutes les classes, soit sous forme libre soit comme étape parfaitement identifiable du développement embryonnaire. Dans l’ordre de décapodes, la larve nauplius ne s’observe que chez les crevettes pénéides (« gambas ») des mers chaudes. Chez les crustacés les plus familiers (crevettes, crabes, homards, langoustes, etc.), l'éclosion se produit à un stade ultérieur, le stade zoé ou phyllosome.
La larve nauplius est considérée comme un élément caractéristique des crustacés.
Elle a été nommée par Claus en 1858en référence à Nauplios, fils de Neptune et d’Amymone, roi d’Eubée, qui participa à l’expédition des Argonautes. 
Certains auteurs utilisent la forme « nauplii » pour le pluriel.

## Description

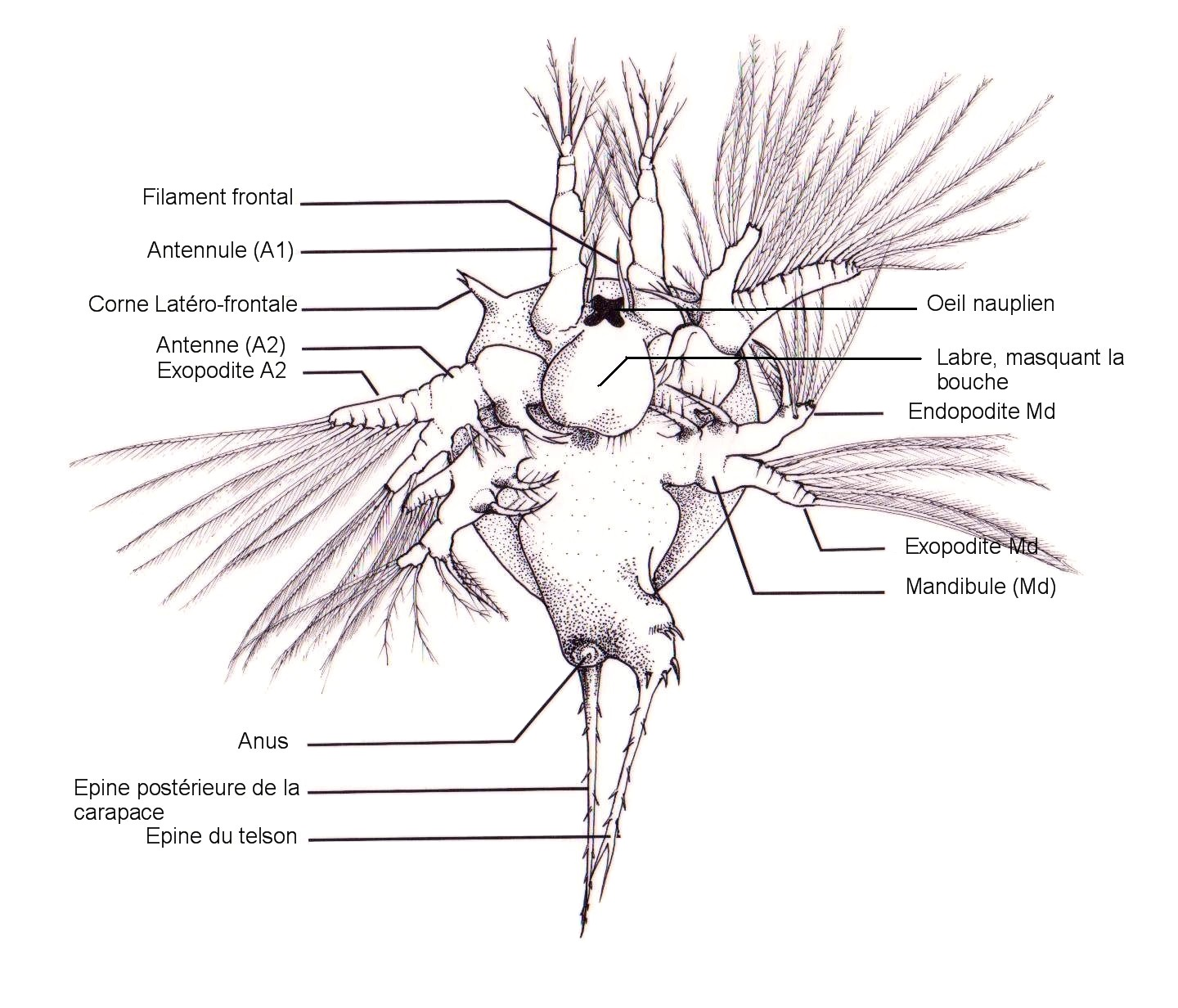
Larve nauplius de cirripède

Le nauplius est un organisme de petite taille (longueur de l’ordre du millimètre), de forme assez variable selon les espèces, typiquement ovoïde ou pyriforme. 
La région antérieure (partie antérieure de la tête ou céphalon) possède un œil  impair, dit simple, appelé œil nauplien. Elle est équipée de trois paires d’appendices :
- Les antennules (A1),  uniramées (une seule branche)
- Les antennes (A2), biramées (à deux branches, une interne = endopodite, l’autre externe = exopodite)
- Les mandibules (Md), biramées, comme les antennes.

La présence de ces appendices révèle l’organisation métamérique du corps, bien qu’aucune trace de segmentation n’apparaisse au niveau du tégument.
Dans certaines espèces, la région antérieure possède également une paire de filaments frontaux, à fonction probablement sensorielle, qui ne sont pas considérés comme des appendices métamériques.
La bouche est située à la face ventrale, elle est masquée par le labre, très développé, en forme de languette repliée vers l’arrière du corps. L’anus s’ouvre sur le telson.
La région postérieure, plus étroite,  constitue l’ébauche de la partie arrière de la tête (= céphalon) et du reste du tronc c'est-à-dire du thorax (= péréion), éventuellement de l’abdomen (= pléon) et le telson.

## Locomotion et capture de la nourriture
Les antennes et les mandibules sont équipées de soies plumeuses qui leur permettent d’avoir une grande portance sur l’eau et la locomotion est assurée par de brusques mouvements de ces  appendices vers l’arrière ce qui donne une allure saccadée très caractéristique aux déplacements des nauplius.
Ces mouvements servent également à la capture de la nourriture qui est constituée par le phytoplancton, le petit zooplancton et diverses particules de détritus  en suspension dans l’eau. La partie basale (protopodite) des antennes et des mandibules possède des épines garnies de soies qui retiennent les particules et les poussent dans l’espace situé entre le labre et la face ventrale de l’animal, au fond duquel se trouve la bouche.

## Croissance

Nauplius du copépode parasite Lepeophtheirus elegans

La zone de croissance se situe en avant du telson : elle comporte un groupe cellulaire mésodermique (les mésoteloblastes) qui, en se multipliant périodiquement, dépose vers l’avant les blocs de mésoderme correspondant aux métamères successifs. Un mécanisme comparable existe au niveau de l’ectoderme (ectotéloblastes). 
La croissance  de la larve est limitée par son enveloppe chitino-protéique, elle ne peut se poursuivre que grâce à des mues périodiques au cours desquelles les ébauches des métamères situés en arrière des mandibules ainsi que les bourgeons de leurs appendices deviennent progressivement visibles. Chaque période séparée par deux mues consécutives constitue un stade larvaire.
On réserve parfois le nom d’orthonauplius aux larves pourvues exclusivement de leurs trois appendices céphaliques caractéristiques et on donne le nom de métanauplius à celles qui possèdent en outre des ébauches plus ou moins développées et plus ou moins nombreuses d’appendices situés plus en arrière. Ces deux types de larves ont cependant la même allure générale et notamment le même type de locomotion céphalique, elles constituent ce que l’on appelle la phase nauplius du développement. La phase comporte un nombre variable de stades.

## Importance écologique et économique
Les larves nauplius, produites en abondance par les crustacés Copépodes et Cirripèdes (les balanes principalement), constituent, notamment dans les eaux côtières, une part importante du méroplancton (zooplancton temporaire formé surtout de larves) au printemps. Elles contribuent donc à consommer une quantité significative du phytoplancton et d’un autre côté elles sont elles-mêmes une source de nourriture pour les organismes microphages (« filtreurs ») planctoniques et benthiques. Elles forment donc un maillon important de la chaîne alimentaire marine.
Par ailleurs, les larves nauplius obtenues à partir des œufs durables d’Artemia salina constituent un aliment irremplaçable en aquaculture pour nourrir d’autres larves de crustacés (crevettes pénéides) et les alevins de poissons. Elles sont également très utilisées en aquariophilie.